# Dennis Alexio
Dennis Raymond Alexio (Vacaville, 12 de marzo de 1959) es un ex-kickboxer estadounidense que compitió en las divisiones de peso mediopesado, crucero y peso pesado. Comenzando como peso mediopesado, Alexio inició su carrera con una racha invicta cargada de nocauts antes de perder una decisión contra Don "El Dragón" Wilson en una pelea del campeonato mundial de la WKA en 1984. Se recuperó de esta derrota ganando el título de peso semipesado de la PKA ese mismo año antes de pasar al peso crucero. A finales de la década de 1980 comenzó su transición a la división de peso pesado donde ganó seis títulos mundiales y, durante un corto tiempo, fue considerado como el campeón mundial indiscutido en dicha categoría. Enfrentó las dos pruebas más duras de su carrera en 1992 contra Branko Cikatić y Stan Longinidis. Con el primero obtuvo un controversial empate y contra el segundo perdió tras una temprana patada baja.
Un luchador agresivo con buenas habilidades de boxeo y una poderosa patada, Alexio se retiró con un impresionante porcentaje de nocaut del 92%. El luchador protagonizó junto al actor belga Jean-Claude Van Damme la película de 1989 Kickboxer. También tuvo un pequeño rol en la cinta de 1988 Picasso Trigger y en 1990 apareció en un episodio de la serie Super Force.

## Vida personal
Alexio protagonizó junto a Jean-Claude Van Damme la película Kickboxer de 1989. También tuvo un pequeño papel en la película de 1988 Picasso Trigger, además de una aparición en un episodio de 1990 de Super Force.

### Asuntos legales
Alexio fue acusado de dos cargos de fraude bancario además de no pagar la manutención de los hijos el 1 de julio de 2003. El 20 de diciembre de 2005 un magistrado federal ordenó que fuera detenido y devuelto a California.
El 12 de junio de 2007 fue arrestado en su casa en Aiea (Hawái) por no comparecer como testigo ante un gran jurado federal y en una orden federal pendiente emitida en San Francisco por fraude bancario. Un juez federal en Virginia Occidental había emitido una orden de arresto el 20 de abril cuando no se presentó como citado para testificar en un caso de fraude.
Alexio fue nuevamente arrestado por agentes federales en una cafetería en Aiea el 21 de noviembre de 2013, y su esposa Anitalei fue arrestada más tarde en su casa. La pareja fue acusada de 36 cargos de presentar reclamos fiscales falsos, fraude electrónico y lavado de dinero desde diciembre de 2008 hasta agosto de 2013. El gobierno federal también lo acusó de enviar documentos falsos para obtener lingotes y monedas de oro por valor de cientos de miles de dólares estadounidenses. Ambos se declararon inocentes y estaban programados para ser juzgados por los cargos en enero de 2014. 
El 22 de enero de 2016 fue declarado culpable de 28 cargos, incluidos fraude fiscal, robo y lavado de dinero. El 27 de abril de 2017 fue sentenciado a 15 años en una prisión federal. Está cumpliendo su condena en la Institución Correccional Federal (FCI LOW BEAUMONT).